# Marko Marin
Marko Marin (Bosanska Gradiška, 13. ožujka 1989.) bivši je njemački nogometaš. Igra na poziciji napadački vezni. Podrijetlom je bosanskohercegovački Srbin.

## Život
Marin je rođen u Bosanskoj Gradišci kod Banje Luke od majke Borke i oca Ranka. Marin se s dvije godine preselio u Njemačku zato što mu je majka radila u Frankfurtu, a Marko je tamo trenirao nogomet u gradskom klubu. Kao mali želio je igrati za Crvenu zvezdu za koju i navija. Omiljeni igrač iz kluba u to vrijeme bio mu je Dejan Savićević.

## Karijera

### Klupska karijera

#### Borussia Mönchengladbach
Godine 2005., prešao je u Borussia Mönchengladbach iz mlade akademije. Nakon godinu dana iz Mönchengladbachove akademije je promaknut je na pričuvni tim i ponuđen mu je trogodišnji ugovor koji je i potpisao, a svoj profesionalni debi s klubom imao je 31. ožujka 2007.  godine protiv Eintracht Frankfurta. Dana 9. kolovoza 2008., Marin je postigao hat-trick u prvih 16 minuta kada je Mönchengladbach pobijedio s 8:1 VfB Fichte Bielefeld, u prvom kolu DFB-Pokala.

#### Werder Bremen
24. lipnja 2009., Marin je prodan za 8.5 milijuna € iz Borussije Mönchengladbach u Werder Bremen. Tada je postao dio Bremenovog uzbudljivog napada koji se sastojao od Aaron Hunta, Mesut Özila i Marina. U sezoni 2010./11., pokazao je svoj kvalitet, postigavši četiri zgoditka uz 11 asistencija.
Nakon odlaska Özila u Real Madrid u kolovozu 2010., Marinu je forma značajno pala.  Marin je pokazao svoju vještinu u "triler" utakmici Bremenovom protiv SC Freiburga 20. kolovoza 2011. Asistirao je Claudiu Pizarru, Marku Arnautoviću, kao i Wesleyiju i na kraju utakmice Bremen je osigurao pobjedu od 5:3.

#### Chelsea F.C.
28. travnja 2012. godine pojavila se nova vjest kako Marin prelazi u Chelsea iz Werdera Bremena za 7 milijuna eura. Nakon toga Marin je potpisao ugovor do 2017. godine. Dobio je broj 21 zato što je Chelsea prodao Salomona Kaloua u Lille. Marin je za Chelsea F.C. debitirao protiv američkog kluba Seattle Sounders FC, gde je postigao treći gol za Chelsea F.C. a rezulatat na kraju utakmice bio je 4:2 za Chelsea F.C.

### Olympiakos
U kolovozu 2016. godine je Marin potpisao za pirejski Olympiakos. Marin je tijekom svog ugovora s Chelseajem provodio više vremena na posudbama u Sevilli, Anderlechtu, Fiorentini i Trabzonsporu. S grčkim prvakom potpisao na tri godine.

### Reprezentativna karijera
2010., Marin je rekao da nikada nije dobio poziv iz Bosne i Hercegovine ili Srbije, pa je odlučio igrati za Njemačku.
2007., Marin je također dobio poziv za nacionalnu momčad do 21 i od tada je igrao u devet navrata. 16. svibnja 2008., objavljeno je da je Marin će biti uključeni u proširenu seniorsku momčad od 26 igrača trenera Joachim Löwa za Euro 2008. Nije, međutim, donijeti izabran u konačnih 23. Debitirao je 27. svibnja 2008. u utakmici protiv Bjelorusije, 2:2. Marin je ušao u igru u poluvremenu kao zamjena za Bastian Schweinsteigera. 

## Pogoci za reprezentaciju
| #  | Datum              | Mjesto                             | Protivnik | Pogodak | Rezultat | Natjecanje            |
| -- | ------------------ | ---------------------------------- | --------- | ------- | -------- | --------------------- |
| 1. | 20. kolovoza 2008. | Frankenstadion, Nürnberg, Njemačka | Belgija   | 2 : 0   | 2 : 0    | Prijateljska utakmica |